# EDTA
Acidul etilendiaminotetraacetic, cunoscut mai ales sub abrevierea EDTA, este un agent chelator care complexează ioni metalici. EDTA este folosit ca anticoagulant în conservarea sângelui deoarece complexează ionul de calciu (care este esențial pentru coagularea sângelui). Capacitatea EDTA-ului de a lega ionii îl face util ca antidot pentru intoxicația cu plumb.
EDTA are formula chimică C10H16N2O8.

## Utilizări

### În medicină
O anumită sare a compusului EDTA, cunoscută sub denumirea de edetat de sodiu și calciu, este folosit pentru a lega ionii metalici în terapia chelatoare, cum este tratamentul pentru intoxicația cu mercur. Este utilizată într-un mod asemănător și cu scopul de a elimina excesul de fier din organism. Această terapie este folosită pentru a trata complicațiile transfuziilor repetate de sânge, precum și tratarea talasemiei. 
Dentiști și ortodonții folosesc soluțiile de EDTA pentru a îndepărta resturile și a lubrifia canalele în endodontie. Această procedură ajută la pregătirea canalelor rădăcinilor pentru obturație. Este activ numai pe substanță dură. 
Se folosește de asemenea ca și conservant în soluțiile oculare și picăturile de ochi. 
Pentru evaluarea funcției rinichilor, este administrat un complex conținând EDTA, intravenos și este monitorizată filtrarea sa în urină. Această metodă este folosită pentru evaluarea ratei de filtrare glomerulară. 
EDTA se folosește des și în analiza sângelui, ca anticoagulant pentru probele de sânge.

### Medicină alternativă
Unii practicanți ai medicinei alternative afirmă faptul că EDTA acționează ca și un antioxidant, prevenind lezarea vaselor de sânge de către radicalii liberi și prin urmare reduc procesele aterosclerotice. Aceste idei nu sunt clar dovedite prin studii științifice și par să fie în contradicție cu anumite principii din medicină. FDA (Food and Drug Administration) nu îl recunoaște oficial ca și tratament pentru ateroscleroză.